# Maison de Boufflers
Pour les articles homonymes, voir Boufflers.
 (juillet 2024).
Si vous disposez d'ouvrages ou d'articles de référence ou si vous connaissez des sites web de qualité traitant du thème abordé ici, merci de compléter l'article en donnant les références utiles à sa vérifiabilité et en les liant à la section « Notes et références ».
La maison de Boufflers est une famille ducale française originaire de Picardie et éteinte de nos jours.
Cette famille a compté parmi ses membres un maréchal de France.

## Généalogie
Les Boufflers sont originaires du Ponthieu. Le premier membre de la famille connu est :
- Enguerand de Boufflers qui vivait en 1150
- Guillaume de Boufflers, son fils
- Guy de Boufflers, son fils
- Guillaume de Boufflers, son fils
- Henri de Boufflers, son fils, croisé en 1248
- Guillaume de Boufflers, son fils
- Aleaume de Boufflers, son petit-fils, qui vécut en 1304
- Jean de Boufflers, son fils
- Aleaume de Boufflers, qui participa à la Bataille d'Azincourt en 1415 et épousa Catherine de Berneuilles
- Pierre de Boufflers, leur fils, qui épousa Isabeau de Neufville
- Jacques de Boufflers, leur fils, seigneur de Cagny[Note 1]
- Jean de Boufflers, leur fils, seigneur de Boufflers et de Cagny, qui épousa en 1497 (au plus tard), Françoide d'Encre, dame de Rouverel
- Adrien de Boufflers, leur fils, chevalier, seigneur de Haucourt, marié en 1533 à Louise d'Ovion
- Adrien de Boufflers, leur fils, chevalier, seigneur de Boufflers et de Cagny (1582).

### Branche aînée
- Adrien de Boufflers (l'aîné), chevalier, seigneur de Boufflers et de Cagny (1582), se maria avec Françoise de Gouffier de Crèvecœur
- François de Boufflers, leur fils, chevalier, seigneur de Cagny, vicomte de Ponches, épousa en 1612 Louise Hennequis
- François de Boufflers, leur fils, seigneur de Boufflers et de Cagny, vicomte de Ponches, grand-bailli du Beauvaisis, maréchal des camps et armées du roi, épousa en 1640, Louise Vergeur
- François de Boufflers, leur fils, comte de Boufflers, qui épousa en 1671, Élisabeth de Guénégaud
- Henri de Boufflers, leur fils, comte de Boufflers, décédé en 1693
- Louis François de Boufflers (1644–1711), oncle du précédent, maréchal de France, duc de Boufflers (1699), qui épousa en 1693, Catherine-Charlotte de Gramont
- Joseph Marie de Boufflers (1706–1747), leur fils, duc de Boufflers, pair de France, comte de Ponches, maréchal des camps (1740), qui épousa en 1721, Marie-Angélique de Neufville
- Charles-Joseph  de Boufflers, leur fils, (1731–1751), duc de Boufflers, qui épousa en 1747 Marie-Philippine de Montmorency
- Amélie de Boufflers (1751–1794), leur fille, qui épousa en février 1766 Armand-Louis de Gontaut Biron, duc de Biron.

(extinction de la branche aînée)

### Branche de Boufflers-Rouverel
- Jean de Boufflers, fils d'Adrien de Boufflers et de Louise d'Ovion, qui épousa en 1590 Aimée de Saint-Simon
- Arthus de Boufflers (mort en 1640), leur fils, qui épousa Marie de Louvencourt
- François de Boufflers, leur fils, seigneur de Rouverel, capitaine des Chevau-légers qui épousa en 1675, Anne-Marie du Biez
- Édouard de Boufflers-Rouverel, leur fils, dit « le marquis de Boufflers », colonel du régiment de Chartres dragons[Information douteuse], qui épousa en 1746, Marie-Charlotte Hippolyte de Campet de Saujon
- Louis-Édouard de Boufflers-Rouverel (né en 1746), leur fils.

(extinction de la branche)

### Branche de Boufflers-Remiencourt
- Adrien de Boufflers (le jeune), fils cadet d'Adrien de Boufflers et de Louise d'Ovion, frère d'Adrien et de Jean de Boufflers, chevalier, seigneur de Remiencourt et de Laval qui épousa en 1581, Antoinette Le Sellier, dame de Prouzel
- Charles de Boufflers, leur fils, chevalier, seigneur de Laval et de Remiencourt qui épousa en 1618, Antoinette de Montomer
- René-Pierre de Boufflers, leur fils, chevalier, seigneur de Remiencourt et de Goulencourt qui épousa en 1655, Louise de Gaudechart de Bachevillers
- Charles de Boufflers, leur fils, chevalier, seigneur de Remiencourt qui épousa en 1677 Marie du Bas de Drancourt
- Charles-François de Boufflers, leur fils, dit « le marquis de Boufflers » qui épousa en 1713, Louise-Charlotte de Boufflers
- Louis-François de Boufflers, leur fils, chevalier, seigneur de Remiencourt qui épousa en 1735, Marie-Françoise-Catherine de Beauvau-Craon
- Stanislas de Boufflers (1738–1815), leur fils, poète, membre de l'Académie française

(extinction de la branche)

## Personnalités
La famille de Boufflers a notamment donné un maréchal de France et un lieutenant général des armées.
- Louis François de Boufflers (1644–1711), maréchal de France, duc et pair de France.
- Joseph Marie de Boufflers (1706–1747), lieutenant général des armées du roi, gouverneur des Flandres et du Hainaut, gouverneur et souverain bailli des ville, citadelle et châtellenie de Lille, gouverneur et grand bailli de Beauvais, lieutenant de roi du Beauvaisis, pair de France.
- Stanislas de Boufflers (1738–1815), poète français.
- Amélie de Boufflers (1746–1794), duchesse de Biron.

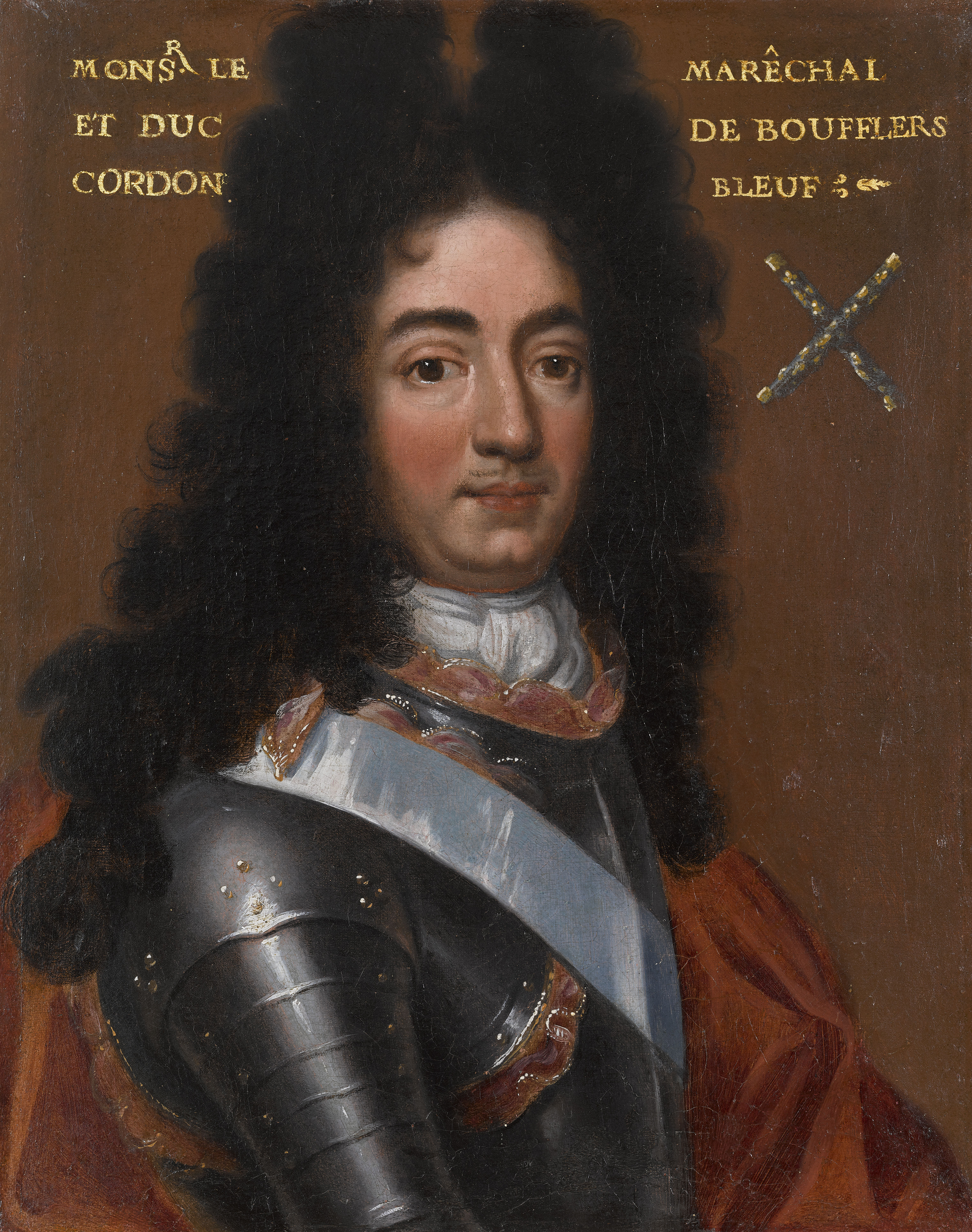
Louis François de Boufflers (1644-1711)
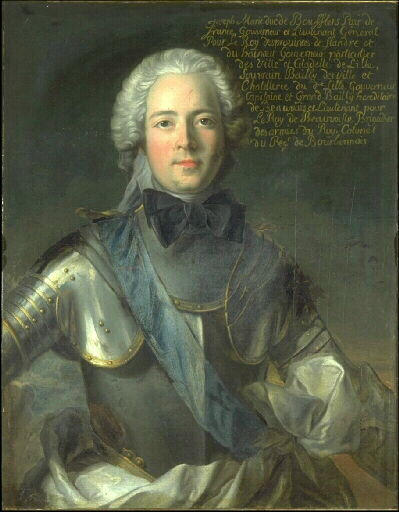
Joseph Marie de Boufflers (1706-1747)
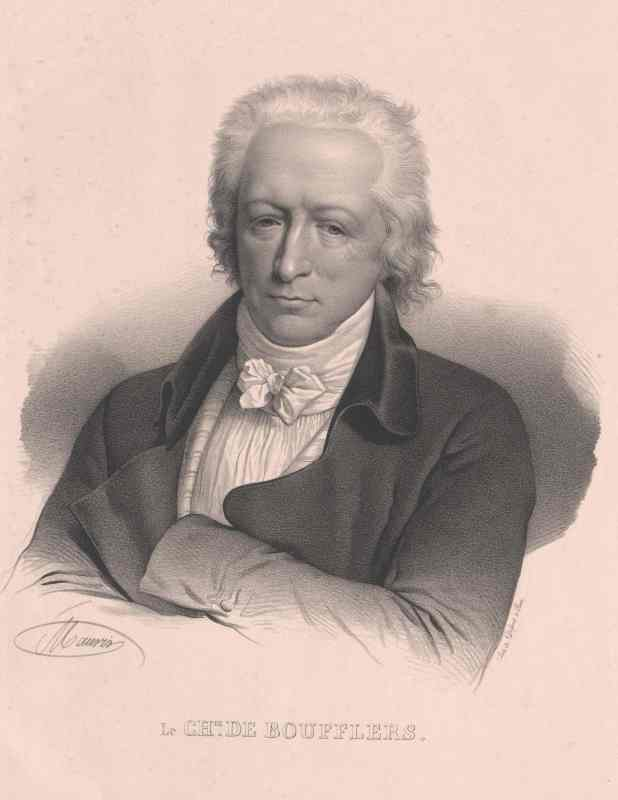
Stanislas de Boufflers (1738-1815)
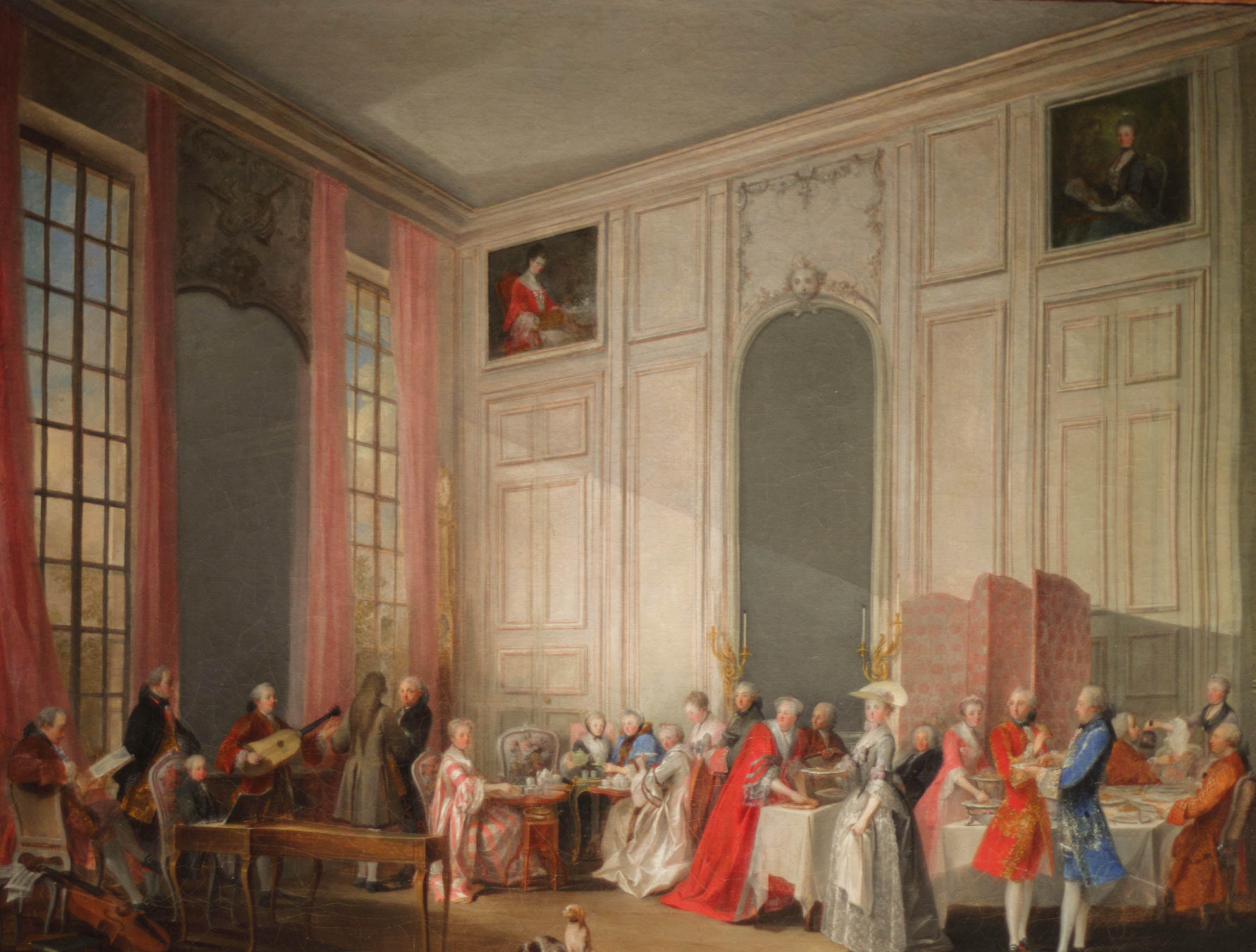
Amélie de Boufflers (1746-1794)

Des membres par alliance de la famille de Boufflers sont également célèbres :
- Marie Françoise Catherine de Beauvau-Craon (1711–1787) marquise de Boufflers, maîtresse en titre du roi Stanislas Leszczyński et du poète Jean-François de Saint-Lambert.
- Marie-Charlotte Hippolyte de Campet de Saujon (1724–1800), comtesse de Boufflers-Rouverel, femme d'esprit française.

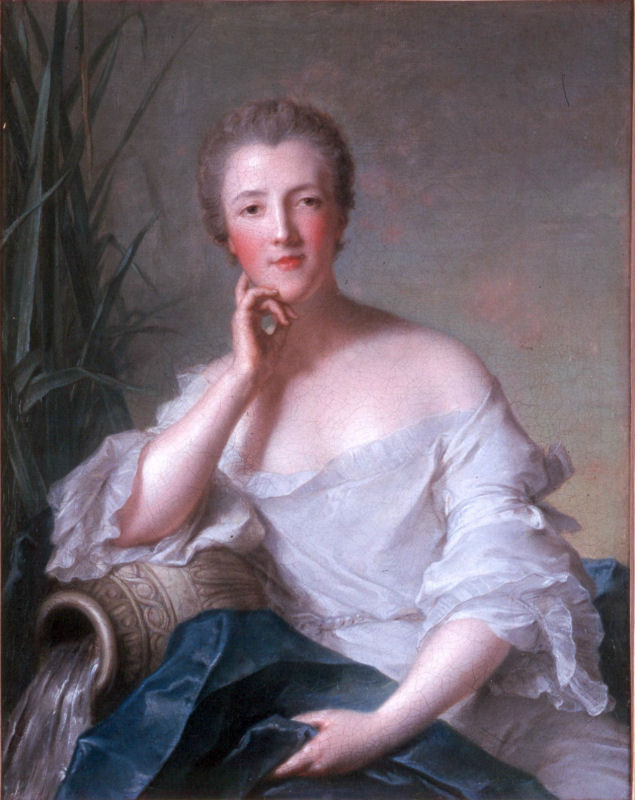
Madame de Boufflers, née Marie Françoise de Beauvau
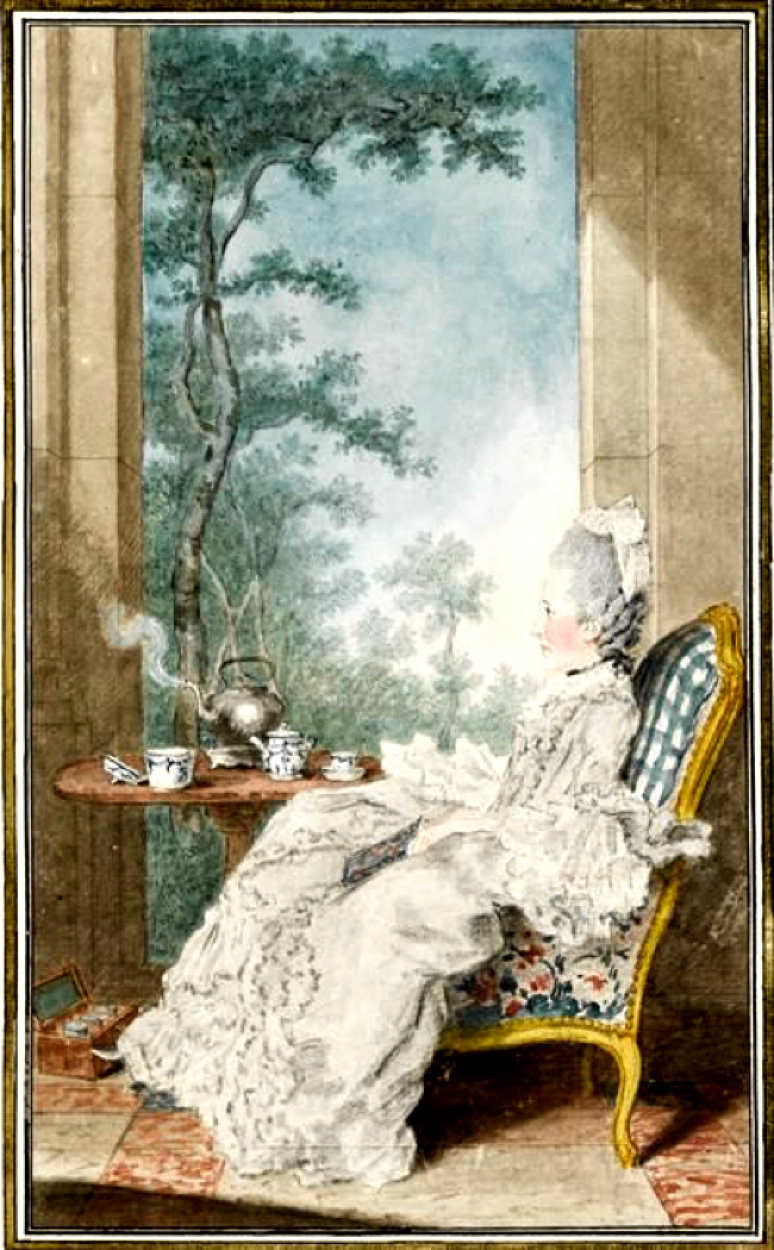
Marie-Charlotte de Boufflers (1725-1800), née Marie-Charlotte Hippolyte de Campet de Saujon

## Duché de Boufflers
Le duché-pairie de Boufflers est érigé en 1708 à partir du duché de Boufflers, constitué en 1695 à partir du comté de Cagny, des terres de Bonnières, Haucourt, Vrocourt (en partie), Buicourt, d'un tiers de la châtellenie de Milly, appartenances et dépendances.
En 1700, à la suite d'un échange avec le Roi, le duché de Boufflers est complété du reste de la châtellenie de Milly, et de la terre de Vrocourt, ainsi que des terres de Moimont, Courroy, Foulloy, La Cour d'Auneuil (en partie) et Lhéraule, et du fief du Potel, appartenances et dépendances.
1. 1695–1711 : Louis François de Boufflers (1644–1711), 1er duc de Boufflers ;
2. 1711–1747 : Joseph Marie de Boufflers (1706–1747), fils du précédent, 2e duc de Boufflers ;
3. 1747–1751 : Charles Joseph de Boufflers (1731–1751), fils du précédent, 3e et dernier duc de Boufflers.